# Oregon Route 205

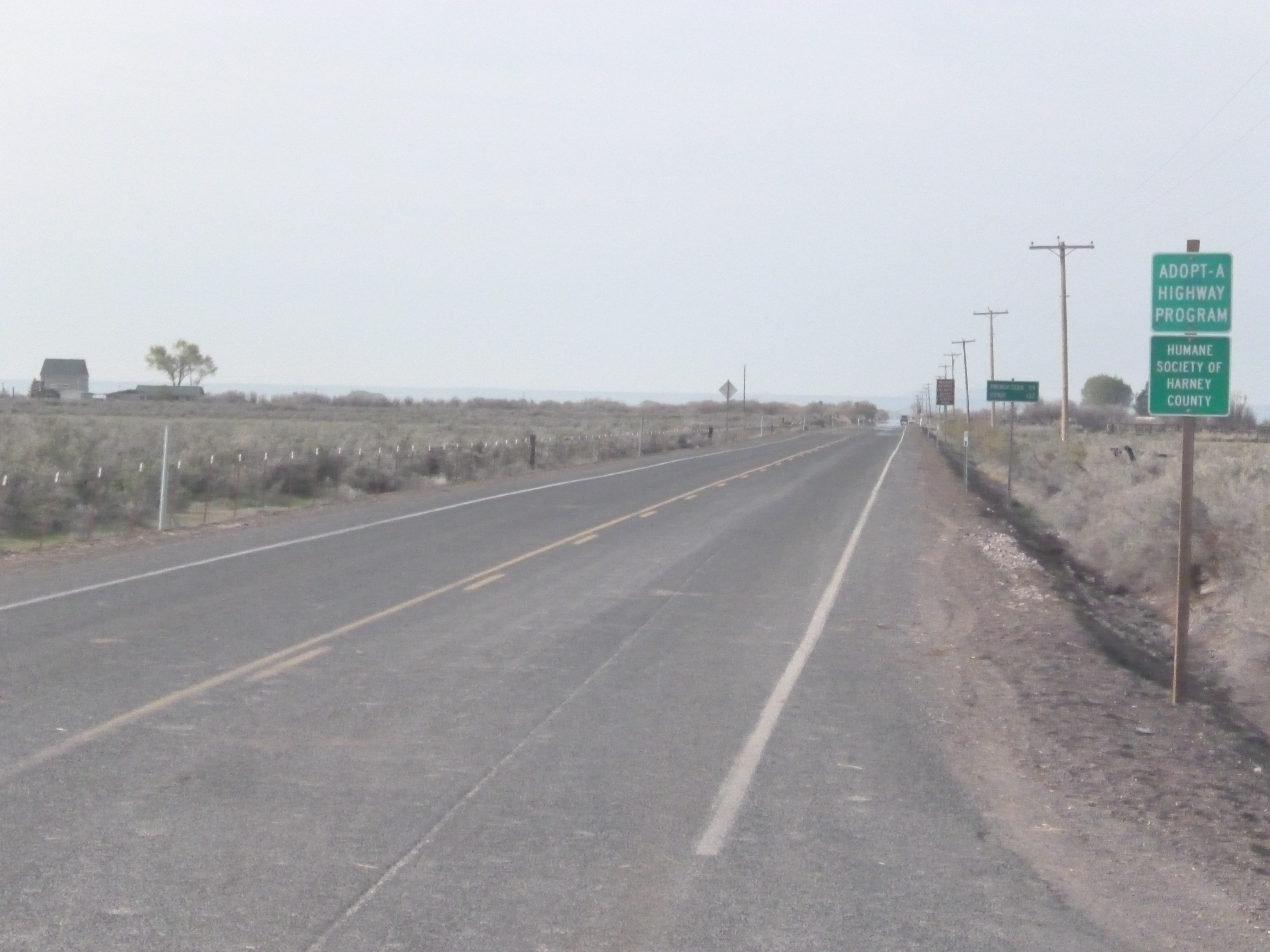
Az út északi végpontja

Az Oregon Route 205 (OR-205) egy oregoni állami országút, amely észak–déli irányban a Frenchglentől délre eső Roaring Spring Ranchtől a 78-as út burnsi elágazásáig halad.
A szakasz Frenchglen Highway No. 440 néven is ismert.

## Leírás
A szakasz a Roaring Springs Ranchnél kezdődik, majd északra haladva először Frenchglenbe érkezik. A Steens-hegy lábánál kanyargó út Narrowsot elhagyva a 78-as út Burnstól keletre eső elágazásához érkezik.